# Myoxanthus dasyllis
Myoxanthus dasyllis är en orkidéart som beskrevs av Carlyle August Luer och Alexander Charles Hirtz. Myoxanthus dasyllis ingår i släktet Myoxanthus och familjen orkidéer. Inga underarter finns listade i Catalogue of Life.